# O czym się nie myśli
O czym się nie myśli – polsko-niemiecki film fabularny, dramat, z 1926 roku w reżyserii Edwarda Puchalskiego.

## Obsada
- Józef Węgrzyn – Wierciak
- Mania Malukiewicz – Jadzia, córka Wierciaka
- Maria Modzelewska – Zofia, córka Wierciaka
- Mira Zimińska – pianistka Wanda
- Władysław Grabowski – skrzypek Borski
- Igo Sym – kompozytor Orlicz
- Stefan Szwarc – Czernik
- Władysław Walter – knajpiarz
- Jan Kiepura
- Witold Roland – taki sobie gość
- Janusz Star – ślepy inspicjent
- Ignacy Miastecki – felczer
- Zofia Czaplińska
- Paweł Owerłło
- Józef Śliwicki

## Ekipa
- Reżyseria – Edward Puchalski
- Zdjęcia – Zbigniew Gniazdowski
- Scenografia – Józef Galewski
- Produkcja – Sfinks